# AVE Mizar
L’AVE Mizar (nom tiré de l'étoile Mizar) est une voiture volante développée entre 1971 et 1973 par Advanced Vehicle Engineers (AVE), une entreprise fondée par Henry Smolinski, un diplômé du Northrop Institute of Technology. Elle s'est écrasée avec son créateur le 11 septembre 1973.

## Développement
Le prototype du Mizar était constitué de l'arrière d'un Cessna Skymaster couplé à une Ford Pinto. La configuration bi-poutre avec l'hélice à l'arrière était un point de départ idéal pour construire un hybride voiture-avion. Le retrait de la cabine et du moteur avant permettait de dégager de la place pour l'attacher à une petite voiture. AVE prévoyait de proposer sa propre cellule construite par un sous-traitant plutôt que de dépendre de Cessna.
Selon Peterson's Complete Ford Book, courant 1973, deux prototypes étaient déjà construits et un troisième était en cours de montage. L'un des prototypes était destiné à l'exposition chez le concessionnaire Galpin Ford, propriété de Bert Boeckmann, un partenaire d'AVE. L'autre, équipé d'un moteur Teledyne Continental Motors de 210 chevaux, fut présenté à la presse le 8 mai 1973. 
Henry Smolinsky prévoyait une entrée en production en 1974. Cependant, le 11 septembre 1973, lors d'un vol d'essai en Californie, l'un des montants d'aile se détacha de la voiture, entrainant l'écrasement de l'avion et la mort d'Henry Smolinsky et de son pilote Harold Blake.

## Annexe